# Бакишева, Нина Петровна
Ни́на Петро́вна Ба́кишева (27 июня 1927 года, Иваново-Вознесенск, УАССР, СССР — 12 ноября 2008) — советская и российская удмуртская актриса, заслуженный артист Удмуртской АССР (1954) и РСФСР (1960), народный артист Удмуртской АССР (1958).

## Биография
Родилась 27 июня 1927 года в селе Иваново-Вознесенск (ныне — в Вавожском районе Удмуртии).
В 1944 году окончила Можгинский педагогический техникум. При посещении техникума молодую актрису заметил на конкурсе художественной самодеятельности режиссёр Удмуртского театра К. А. Ложкин. В 1951 году окончила Ленинградский театральный институт имени А. Н. Островского. После окончания вуза стала одной из ведущих актрис Удмуртского драматического театра.
Её героини — женщины с сильным характером, с нелегкой, во время трагической, судьбой. В исполнительском искусстве ограничено сосуществуют яркая внешняя форма и глубокая жизненная и художественная правда. Основные роли:
- Поля — «Мещане» Максима Горького
- Васнецова — «Тулкымъяське лыз зарезь» («Волнуется синее море») Василия Садовникова и Михаила Тронина
- Фатима — одноимённая пьеса Косты Хетагурова и М.Козлова
- Аннок — одноимённая пьеса Игната Гаврилова
- Нина Заречная — «Чайка» Антона Чехова
- Васса Железнова — одноимённая пьеса Максима Горького
- Мавра Тарасовна — «Правда хорошо, а счастье лучше» Александра Островского.

Всего актриса сыграла более 150 ролей в театре. Также Нина Петровна участвовала в дублировании фильмов на удмуртский язык. Избиралась депутатом Верховного Совета УАССР 5-го созыва, в Ижевский горсовет, председателем Ижевского городского женсовета.
Награждена орденом «Знак Почета» (1958), её имя занесено в «Почётную книгу трудовой славы и героизма Удмуртии» (1981).

## Семья
Муж Перевощиков В., двое детей.